# Sinfonía n.º 31 (Mozart)

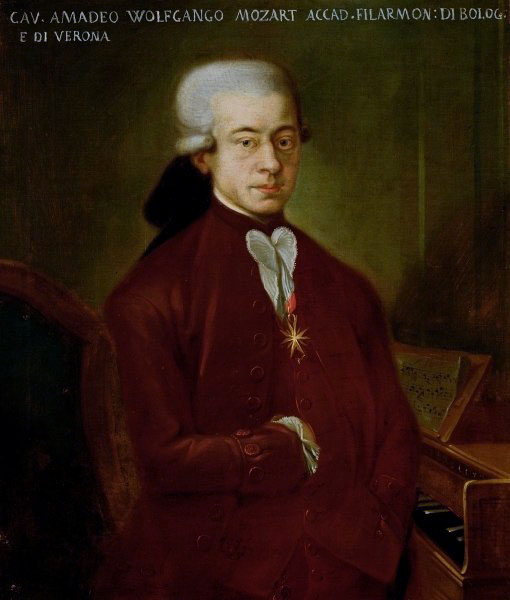
Mozart en 1777.

La Sinfonía n.º 31 en re mayor, K. 297/300a, también conocida como París, fue compuesta por Wolfgang Amadeus Mozart en 1778, cuando el compositor tenía veintidós años.

## Historia

### Contexto

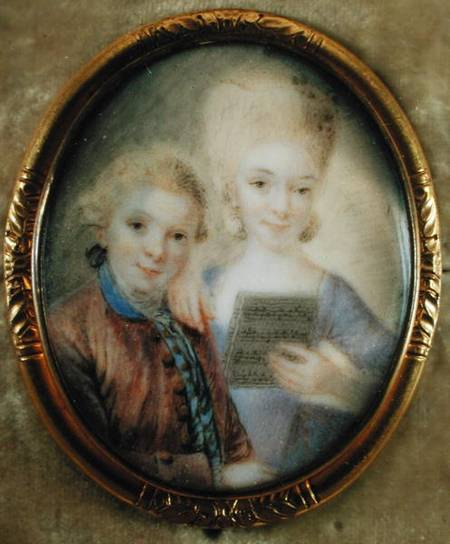
Wolfgang y Nannerl hacia 1763.

La carrera de Mozart como sinfonista había empezado en Londres durante el gran viaje de la familia Mozart por Europa entre junio de 1763 y noviembre de 1766. El padre Leopold Mozart planeó la gira para exhibir a sus prodigiosos hijos, Wolfgang y Nannerl en las principales cortes europeas. En ese tiempo Wolfgang compuso sus primeras obras del género, que tenían una deuda sustancial con las sinfonías de estilo galante italianizante en tres movimientos de Carl Friedrich Abel y Johann Christian Bach; también escuchó las sinfonías de compositores relevantes como Thomas Arne, William Boyce y Giuseppe Sammartini. Posteriormente Leopold y sus hijos pasaron en Viena varios meses de 1768 durante los cuales el joven maestro hizo un esfuerzo consciente por adaptar su estilo sinfónico a los gustos del público vienés, adoptando entre otras cosas la estructura en cuatro movimientos. Una afortunada consecuencia de los largos viajes del compositor en ciernes fue el contacto que le proporcionaron con una generosa muestra representativa de las tradiciones musicales europeas: alemana, británica, francesa e italiana.
El joven compositor y su padre realizaron tres viajes a Italia entre diciembre de 1769 y en mayo de 1773. En este periodo alternó sus visitas con estancias en Salzburgo durante las cuales creó la ópera Mitrídates, rey de Ponto, así como varias sinfonías con apreciable influencia del gusto italiano por la ópera bufa. En 1772 y 1773 el maestro austríaco vivió una etapa de entusiasmo por la escritura sinfónica, produciendo cada año siete nuevas sinfonías (n.º 15 - n.º 27). Después redujo su actividad en este campo y en los dos años siguientes sólo aparecieron tres nuevas piezas del género (n.º 28, 29 y 30).

### Composición
La composición de esta obra se desarrolló en 1778 como parte de una infructuosa búsqueda de empleo durante la estancia de Mozart en París. Tras casi cuatro años en los que no escribió ninguna sinfonía, aunque seguía produciendo oberturas de ópera y obras extraídas de serenatas orquestales, creó esta pieza para ser interpretada en París. Se encontraba con su madre en la ciudad cuando recibió el encargo de Joseph Legros, director de Concert Spirituel.

En el Catálogo Köchel, es la K. 297 (con el segundo movimiento original) y la K. 300a (con el segundo movimiento nuevo). Parte de la partitura autógrafa se conserva en la actualidad en la Biblioteca Estatal de Berlín y se puede consultar online. El Finale está escrito a mano por un copista.

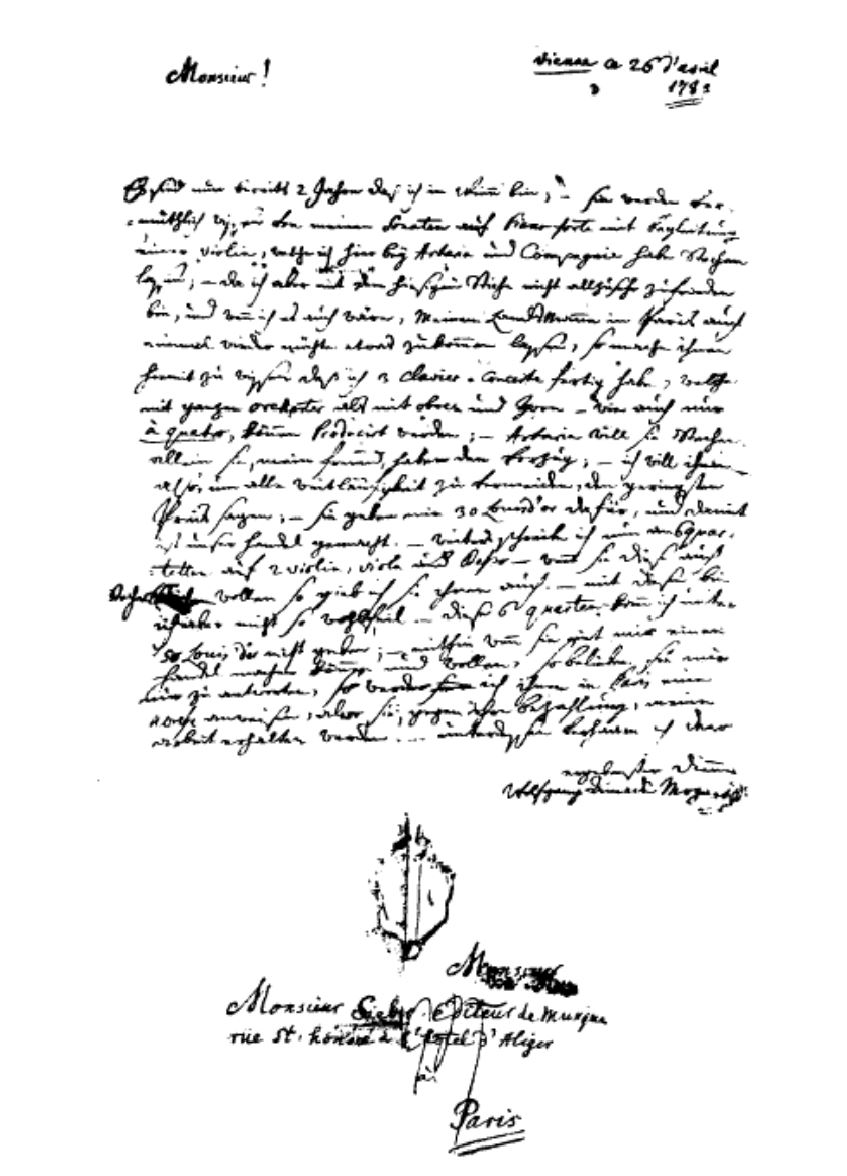
Carta de W. A. Mozart al editor parisino Jean-Georges Sieber (1782).

### Estreno y publicación
El estreno se celebró el 12 de junio de 1778 durante una velada privada en casa del conde Karl Heinrich Joseph von Sickingen, embajador del Palatinado. La primera interpretación pública tuvo lugar seis días después en el Concert Spirituel. A pesar de un pésimo ensayo, la representación salió bien. Deutsch relata algunas interpretaciones posteriores por parte del Concert Spirituel durante 1779, el 18 y el 23 de marzo, el 23 de mayo y el 3 de junio; y el 14 de mayo de 1780. El Concert Spirituel interpretó la obra de nuevo el 15 de agosto, esta vez con un nuevo segundo movimiento, un Andante que reemplaza el Andantino original, que según Deutsch "había dejado de gustar". La sinfonía fue interpretada posteriormente en el Burgtheater de Viena el 11 de marzo de 1783 durante un concierto benéfico para la cuñada de Mozart, la cantante Aloysia Weber.
La primera edición fue llevada a cabo y puesta a la venta el 20 de febrero de 1779 por la editorial Sieber en París. Durante los años 1782 al 1788 el catálogo de Sieber la describió como "en el repertorio del Concert Spirituel".
Cuando Wolfgang escribió a su padre acerca del éxito de esta pieza, mencionó que había compuesto un segundo movimiento lento para la misma. Se ha cuestionado cuál fue la primera versión interpretada en París. La versión publicada en París (que se cree que es la segunda versión) tiene un compás de 3/4; la versión encontrada en los autógrafos alemanes está en 6/8, con un elegante tema de cantilena.

## Instrumentación

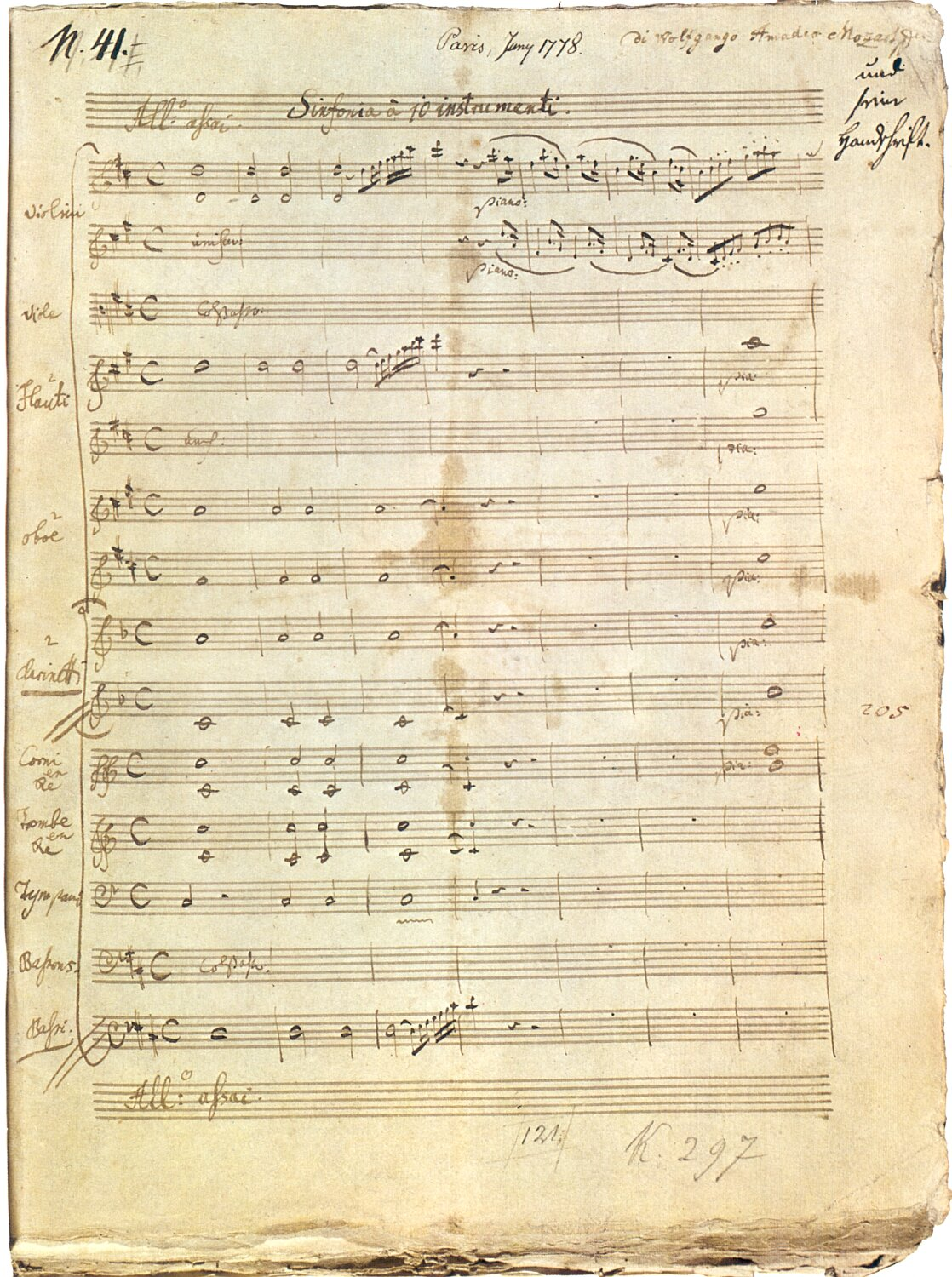
Primera página de la partitura autógrafa.

La partitura está escrita para una orquesta formada por:
- Viento madera: 2 flautas, 2 oboes, 2 clarinetes en la y 2 fagotes.
- Viento metal: 2 trompas en re y 2 trompetas en re.
- Percusión: timbales en re y la.
- Teclado: [clavecín].
- Cuerda: una sección de cuerdas con 2 violines (primero y segundo), viola, violonchelo y contrabajo.

La orquestación está concebida para el conjunto instrumental más grande que Mozart había utilizado hasta entonces en una sinfonía ya que durante su estancia en París tuvo a su disposición una gran orquesta. Es la primera vez que Mozart incorpora clarinetes en una sinfonía. En las orquestas de aquella época era una práctica común emplear el fagot y el clavecín, si estaban presentes en la orquesta, para reforzar la línea del bajo o bien como continuo, incluso sin notación separada. Lo mismo se aplica a los timbales, que normalmente aparecían en paralelo con las trompetas (si estaban presentes en la orquesta).

## Estructura y análisis
La sinfonía consta de tres movimientos:
- I. Allegro assai, en re mayor 4
4
- II. Andante, en sol mayor 3
4 / originalmente Andantino, en sol mayor 6
8
- III. Allegro, en re mayor 2
2

La interpretación de esta obra dura aproximadamente entre 15 y 20 minutos. Mozart se esmeró en escribirla en un estilo que atrajera a los franceses. Se estructura en tres movimientos dispuestos según el patrón del Clasicismo temprano: rápido–lento–rápido, omitiendo el minueto que solía encontrarse en las sinfonías del período clásico. 

### I.Allegro assai
El primer movimiento, Allegro assai, está escrito en la tonalidad de re mayor, en compás de 4/4 y sigue la forma sonata. Se abre con un audaz y popular gesto llamado "coup d'archet" formado por unos acordes para cuerda rápidos y separados, seguidos de una escala ascendente de tónica en accelerando creando un efecto típico del cohete de la escuela de Mannheim. El segundo tema tiene un carácter más desenfadado. La sección de desarrollo se ocupa sobre todo del primer tema.

### II.Andante / Andantino
El segundo movimiento, Andante, está en sol mayor y en compás de 3/4. En el movimiento lento los dos temas son solemnes y elevados, aunque hay variaciones que aportan una atmósfera más ligera. Mozart originalmente marcó el movimiento con la indicación Andantino, pero pasó a ser Andante, que también es la indicación de un movimiento lento alternativo que Mozart escribió más o menos al mismo tiempo. En esta versión primitiva, que se conserva todavía, la tonalidad era la misma pero el compás era 6/8.

### III.Allegro
El tercer y último movimiento, Allegro, retoma la tonalidad inicial y el compás es alla breve. El Finale empieza de forma calmada con un tema sincopado. Los fagotes y las cuerdas interpretan un tema contrastante. Hay una extensa elaboración de algunas de estas ideas en la transición al segundo tema, que cuando llega es un fugato para cuerdas. Esta idea es también la base fundamental del desarrollo. Concluye con una reexposición del vivaz tema inicial.

## Recepción de la obra
La sinfonía fue bien recibida por el público. También recibió una acogida positiva por parte de la crítica del periódico Courrier de l'Europe que en la edición del 26 de junio, publicó en Londres:

«El Concert Spirituel en el Día del Corpus Christi se inicia con una sinfonía de M. Mozart. Este artista, que desde edad temprana logró un nombre entre los intérpretes del clave, puede clasificarse hoy como uno de los compositores más hábiles.»